# 白大角羊
白大角羊（學名Ovis dalli）是北美洲西北部特有的一種羊，顏色由白色至淺褐色，有彎曲褐色的角。白大角羊的學名是以威廉·希·戴爾（William Healey Dall）來命名。

## 亞種

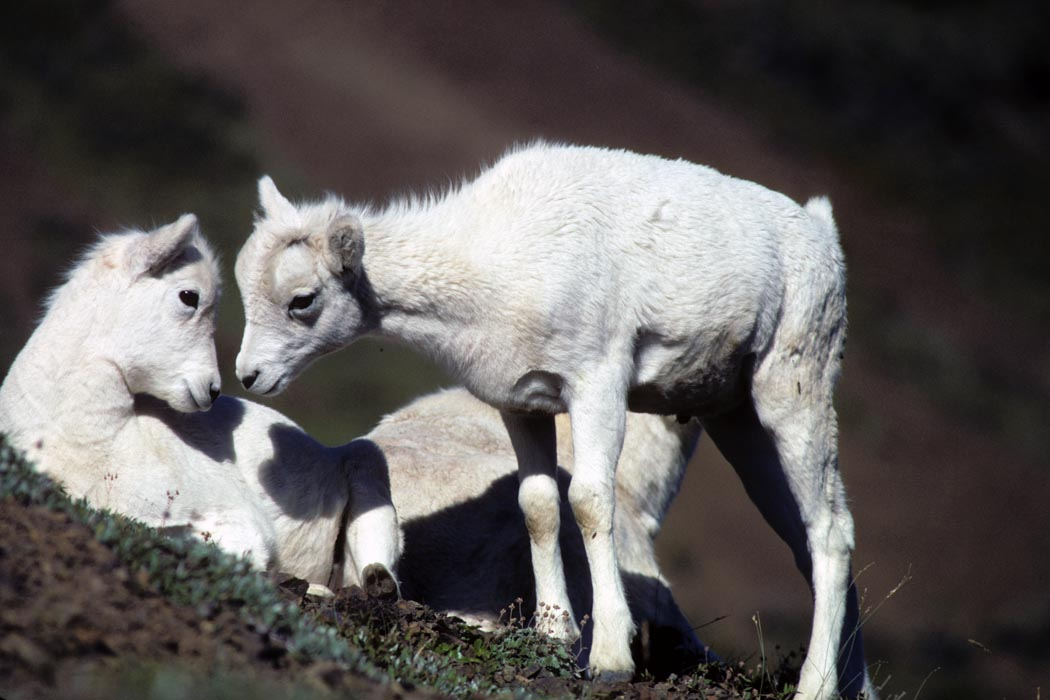
兩隻白大角羊的幼羊。

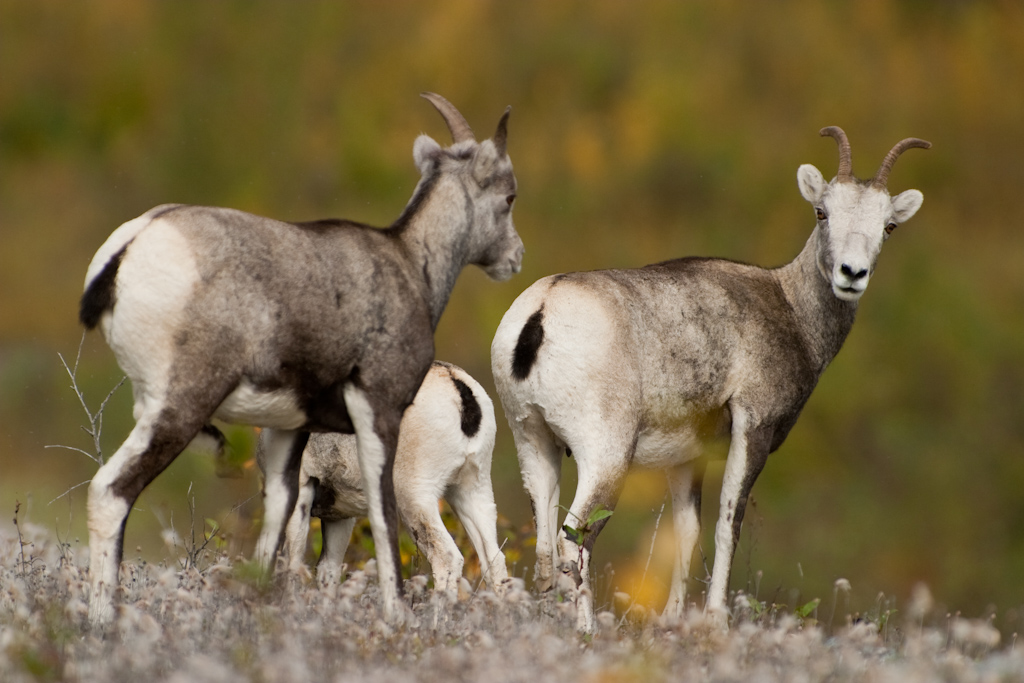
白大角羊亞種Ovis dalli stonei。

白大角羊其下有兩個亞種：北部的Ovis dalli dalli全身呈白色；南部的Ovis dalli stonei呈淺褐色，臀部及後腳內側有白斑。研究顯示這些亞種存有疑問。在育空有一群中間形態的Ovis dalli fannini。粒線體DNA證據顯示這些亞種之間在分子上沒有分野，但細胞核DNA則提供些許支持亞種的說法。另外因為發現了白大角羊與大角羊的混種，白大角羊在物種的層面也有所質疑。

## 分佈及棲息地
白大角羊分佈在阿拉斯加的亞北極山脈、育空、西北地區的馬更些山脈及英屬哥倫比亞北部。牠們棲息在相對較乾旱的山地，特別喜歡留在遼闊的山脊、草坪及陡坡，因為可以躲避掠食者。

## 特徵
雄性白大角羊有厚而彎曲的角。雌羊的較短及幼長，且輕微彎曲。雄羊聯群生活，很少會與雌羊群有關聯，只會在11月下旬至12月初時的交配季節才會走在一起。幼羊會於5月出生。
在食物豐富的夏天，白大角羊會吃多種的植物。到了冬天，牠們會吃地衣及苔蘚。在春天，很多白大角羊群落都會走到洛磯山雪羊觀賞區覓食。
白大角羊的主要掠食者有狼、郊狼、美洲黑熊及灰熊。金雕會掠食幼羊。